# Псилоцибе кубинская
Псилоцибе кубинское (лат. Psilocybe cubensis) — вид грибов, входящий в род Псилоцибе (Psilocybe) семейства Строфариевые (Strophariaceae). Содержит психоактивные алкалоиды псилоцибин и псилоцин.

## История описания и таксономия
Вид Psilocybe cubensis впервые описан американским микологом Франклином Самнером Эрлом в 1906 году по образцам, собранным на острове Куба. Эрл поместил этот вид в род Строфария и дал ему название Stropharia cubensis. Видовой эпитет «cubensis» означает «кубинский» и относится к месту открытия вида. В 1948 году немецкий учёный Рольф Зингер в своей публикации в журнале Sydowia перенёс его в род Псилоцибе.

### Внутривидовая классификация
Рольф Зингер и Александр Смит в монографии секции Caerulescentes рода Psilocybe, кроме типовой разновидности Ps. cubensis var. cubensis, признают ещё две — Ps. cubensis var. caerulescens и Ps. cubensis var. cyanescens. Первая из них была впервые описана в 1907 году французским микологом Нарсисом Теофилем Патуйяром из Вьетнама как вид Naematoloma caerulescens. Вторая открыта Уильямом Меррилом в 1941 году во Флориде и первоначально названа Stropharia cyanescens.

## Описание

Раскрытая шляпка, искусственно выращенный

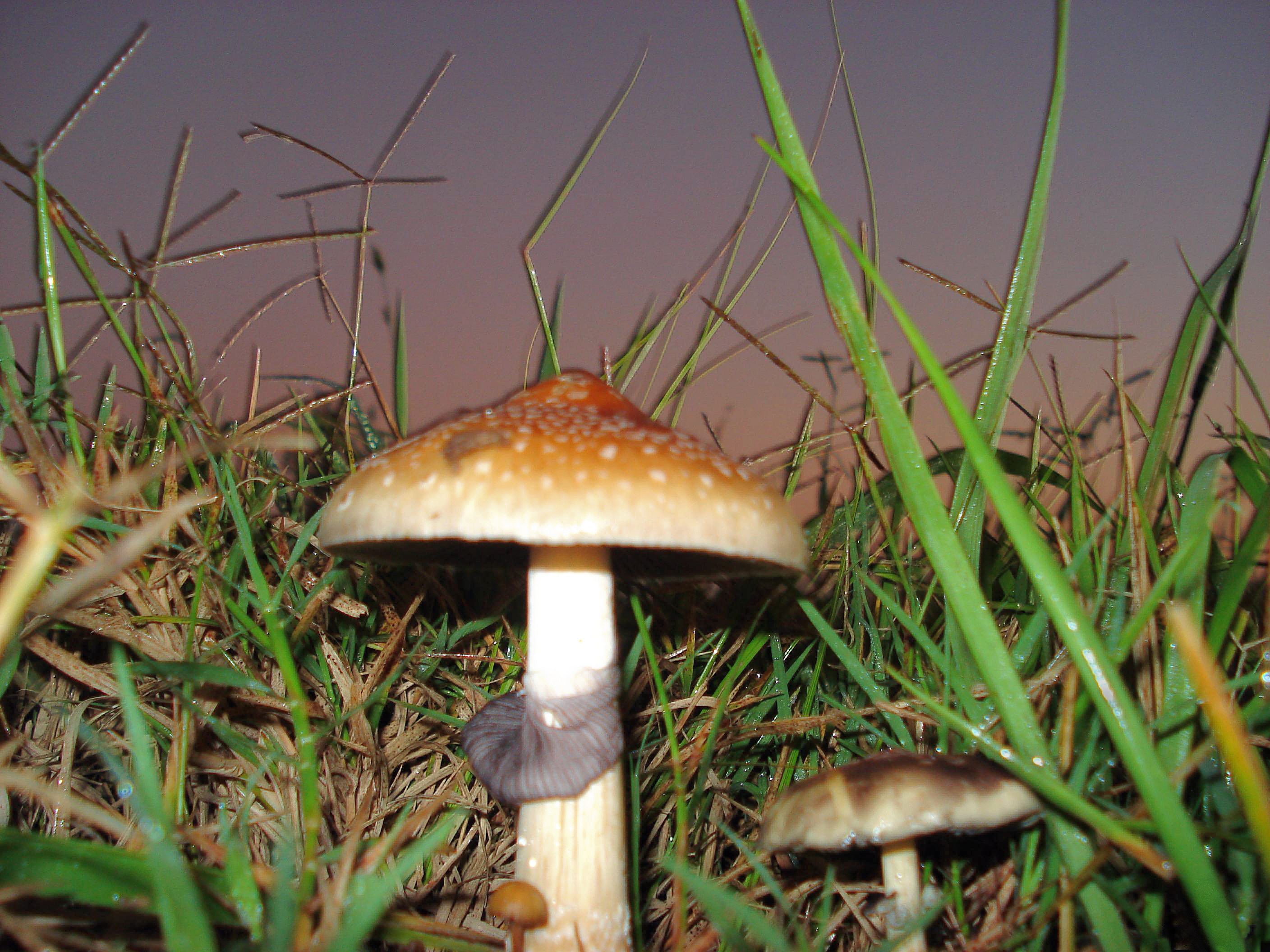
В естественных условиях

Шляпка размерами от 10 до 80 мм. Форма сначала конусооборазная, затем в старости в форме колокола, в конце выпуклая (конец загнут вверх). Кожица гладкая, слизистая, снимается со шляпки, особенно легко у молодых экземпляров. Цвет бледно-желтоватый, в старости коричневатый.
Мякоть очень тонкая, кремовых или светло-жёлтых оттенков, вкус отсутствует или неприятный, запах слабый, травянистый или плесневый.
Ножка тонкая и длинная, высотой 4—15 см и диаметром 4—10 мм, полая, часто волнисто-изогнутая, с корневидным выростом, прочная, эластичная. Поверхность беловатая, при разломе синеет, с остатками покрывал.
Пластинки относительно редкие, узкоприросшие, цвет изменяется от серого до серо-фиолетового, беловатые края.
Споровый порошок пурпурно-коричневый, споры 10—17 × 7—10 мкм, от эллиптической до овальной формы, толстостенные.

## Сходные виды
- Psilocybe naibensicota имеет заметные белые остатки покрывала на краях шляпки, растёт на конском навозе.
- Conocybe tenera с зрелыми пластинками коричневого цвета.
- Некоторые виды рода Панеолус (Panaeolus).

Все эти грибы несъедобны или тоже обладают галлюциногенным действием.

## Действие
Основными психоактивными веществами в кубенсисах являются вещества из группы триптаминов — псилоцибин и псилоцин, которые оказывают психоделическое действие. Употребление их в определенных дозах вызывает псевдогаллюцинации и состояние, которое может сопровождаться эйфорией, эмоциональным подъёмом, или же тяжелыми состояниями, в зависимости от "установки и обстановки".Так же в кубенисах содержатся их ближайшие родственники беоцистин и норбеоцистин, их концентрация невысока (она колеблется в зависимости от подвида, но в общем меньше чем допустим в семиланцетах), а воздействие слабо изучено. И довольно известное вещество диметилтриптамин, его концентрация невысока, а воздействие на организм при пероральном применении сводится на ноль благодаря МАО. Однако некоторые подвиды могут содержать достаточно приличные концентрации ДМТ и известны случаи курения грибов, с последующим психоделическим эффектом.
Грибы действуют приблизительно 4—6 часов. Начало действия наблюдается через 20—45 минут после приёма. Грибной отвар может начать действовать уже через 10—15 минут (Примечание: при нагревании псилоцибин переходит в свою активную форму псилоцин. При достаточно длительном воздействии высоких температур 100-150 градусов цельсия псилоцин начинает разрушаться). Возрастание до пика занимает 0.5-1 часа, а сам пик длится 1—3 часа, после чего следует спад в течение 1—2 часов.
Фармакодинамика Psilocybe cubensis схожа с фармакодинамикой ЛСД (см. раздел Действие/фармакодинамика)
Психоделическое действие грибов также называют трипом. В течение первого часа действия у некоторых людей иногда возникает «переходный процесс», так называемый «вход», в течение которого сам трип ещё не развернулся, но чувствуются негативные эффекты, такие, как неприятные ощущения в желудке, холод и тремор, удушье, нарушение зрения. Среди любителей психоделиков распространен миф, будто это связано с токсинами в грибах, и так выражаются симптомы отравления. Как было, в частности, показано в книге Александра Шульгина «Триптамины, которые я узнал и полюбил», точно таким же действием обладает и чистый псилоцибин, а также некоторые другие триптамины.

## Законодательные ограничения

### Россия
Согласно перечню наркотических средств, плодовые тела любого вида грибов, содержащих псилоцибин и (или) псилоцин считаются наркотическим средством и запрещены к обороту на территории Российской Федерации.
Тем не менее, споры Psilocybe cubensis не содержат психоактивных веществ и не запрещены, но приобретать или распространять их можно только для научных исследований, иначе это можно классифицировать как подготовку к преступлению. Но никакие законы не регламентируют этот процесс как со стороны продавца, так и со стороны покупателя, вследствие чего споровые отпечатки свободно доступны как в РФ, так и в других странах.
Легальность мицелия неоднозначна. С одной стороны он не является плодовым телом, но, с другой стороны, содержит психоактивные вещества.